# Sensational (Chris Brown)
Sensational è un singolo del cantante R&B statunitense Chris Brown, in collaborazione coi cantanti nigeriani Davido e Lojay, pubblicato il 20 ottobre 2023 come secondo singolo d'anticipazione estratto dall'undicesimo album in studio di Brown intitolato 11:11.

## Il brano
Sensational è una canzone afrobeats, prodotta da DJ Hardwerk, con le apparizioni dei cantanti nigeriani Davido e Lojay. La canzone è stata scritta dai suoi artisti insieme al cantante giamaicano Sean Kingston. Sensational presenta una produzione guidata dalle percussioni e il suo contenuto lirico romantico contiene parole di rassicurazione e affetto per la persona amata.

## Video musicale
Il 20 ottobre 2023, in concomitanza con l'uscita del singolo Sensational, è stato pubblicato anche il video musicale diretto dal videografo Child.

## Classifiche
| Classifica (2023-24) | Posizione massima |
| -------------------- | ----------------- |
| Paesi Bassi          | 7                 |
| Nigeria              | 12                |
| Sudafrica            | 17                |
| Suriname             | 4                 |
| Regno Unito          | 45                |
| Stati Uniti          | 71                |